# 6 Dywizja Piechoty (II RP)

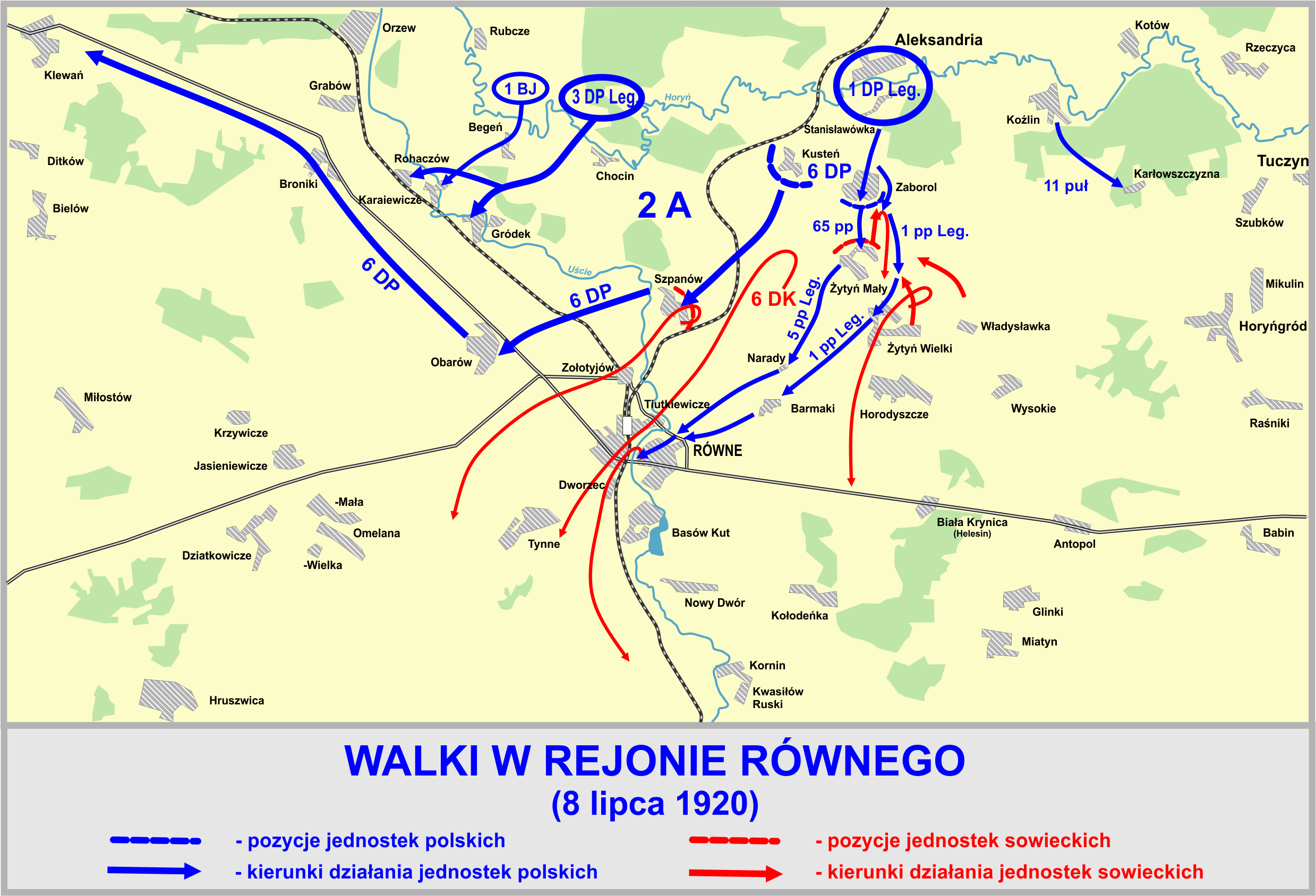

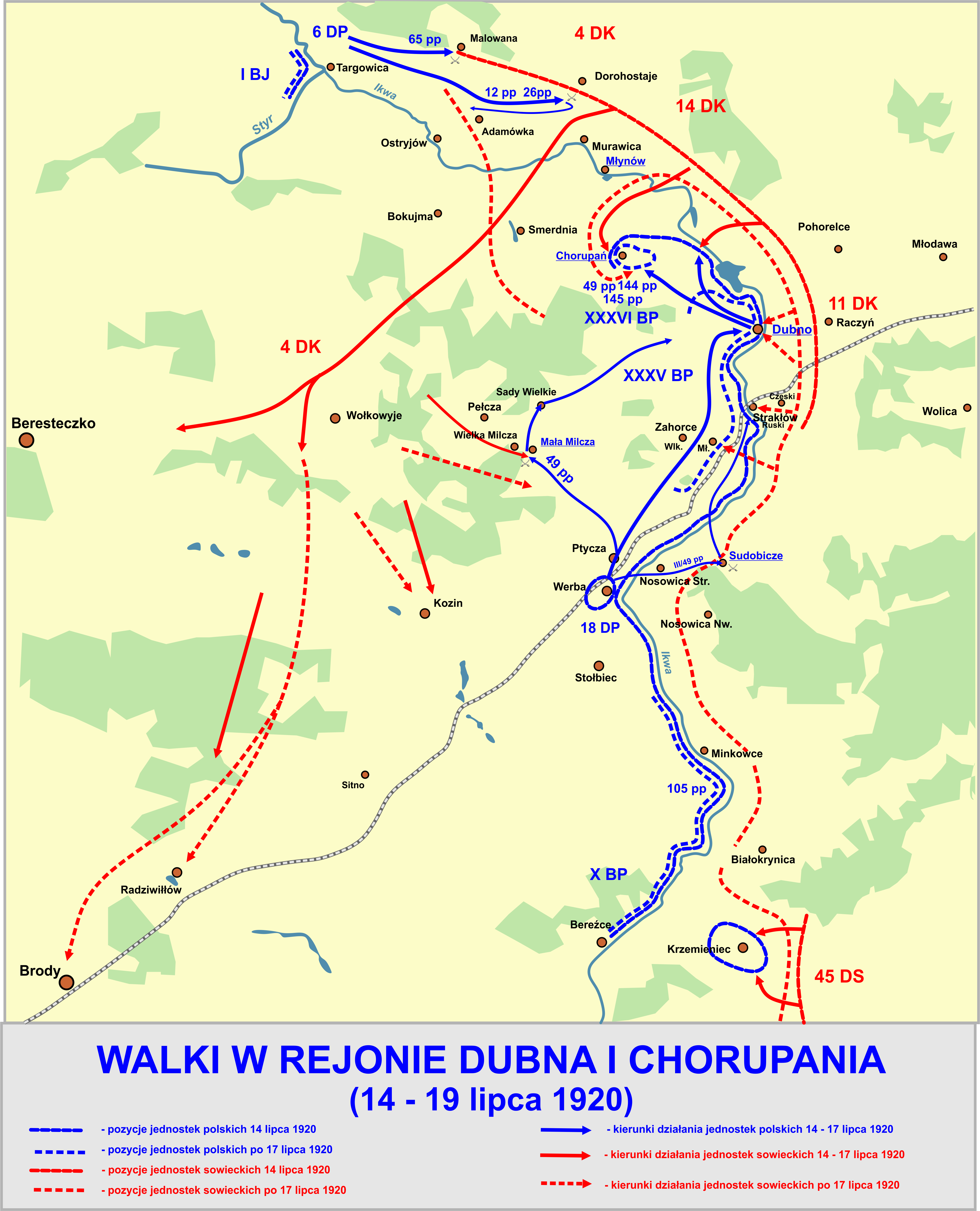

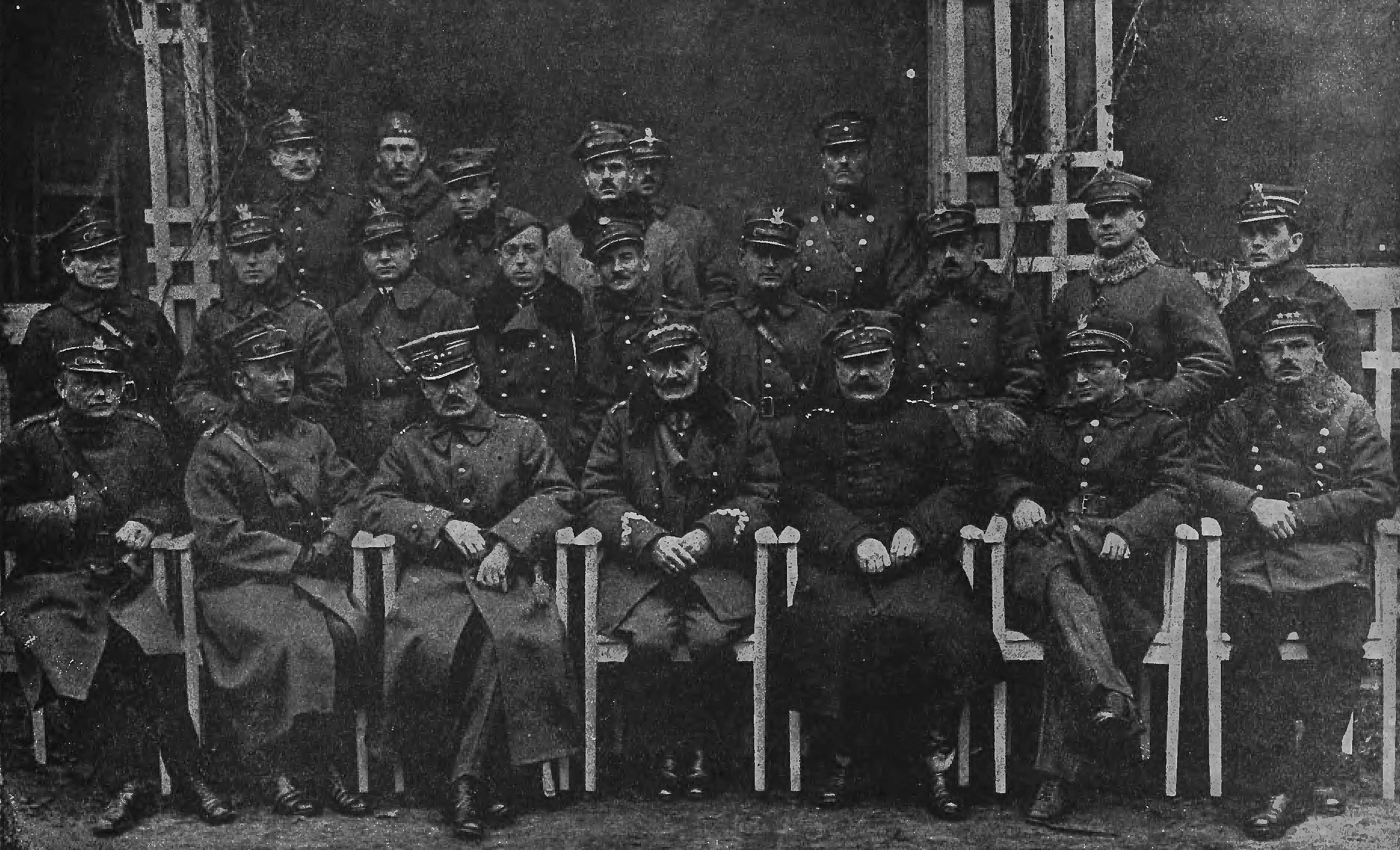
Sztab 6 DB w Krakowie (styczeń 1921)

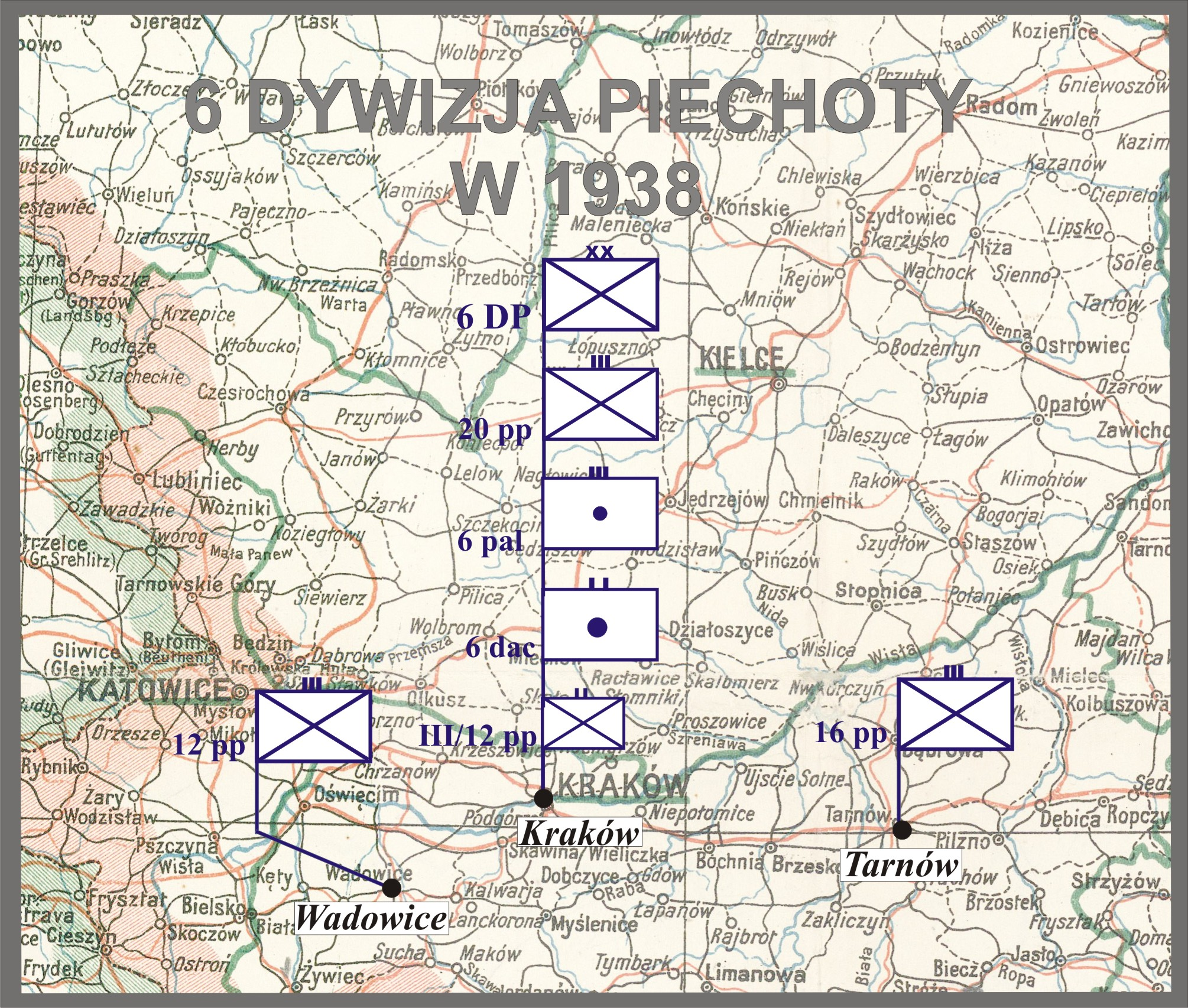
6 DP w 1938

6 Dywizja Piechoty (6 DP) – wielka jednostka piechoty Wojska Polskiego II RP.
Formowanie dywizji rozpoczęto 9 maja 1919. Jej pułki brały udział w walkach z wojskami ZURL w Małopolsce Wschodniej. W trakcie wojny polsko-bolszewickiej wiosną 1920 dywizja stacjonowała w rejonie Mińska i stanowiła odwód armii. Od połowy maja toczyła boje w rejonie Mińsk–Mołodeczno. W czerwcu przerzucono ją na Ukrainę do składu 2 Armii. Tam walczyła pod Emilczynem, Równem, Dubnem i Brodami. W sierpniu już w składzie 6 Armii broniła Lwowa, a potem wzięła udział w polskiej kontrofensywie.

Po zawarciu traktatu ryskiego dywizja przeszła na etat pokojowy. W okresie II RP dowództwo dywizji stacjonowało w Krakowie. W jej skład w 1923 wchodziły: 12., 16. i 20 pułk piechoty.

W czasie kampanii wrześniowej dywizja walczyła w składzie Armii „Kraków”. 1 września walczyła pod Pszczyną, 2 września została rozbita przez niemiecką 5 DPanc. Jej 12 pułk piechoty współdziałał z 10 Brygadą Kawalerii na Podhalu. Po odtworzeniu w okolicach Bochni walczyła o przebicie się nad Dunajcem pod Biskupicami, a następnie pod Biłgorajem. W I bitwie tomaszowskiej przebiła się pod Werchratę. Skapitulowała 20 września pod Cieszanowem.

## 6 Dywizja Piechoty w latach 1919–1921
9 maja 1919 w Galicji Zachodniej rozpoczęto organizację 6 Dywizji Piechoty w składzie:
- dowództwo 6 DP
- kompania sztabowa
- 6 dywizyjna kompania telegraficzna
- poczta polowa
- pluton żandarmerii
- dowództwo XI Brygady Piechoty z plutonem łączności
  - 12 pułk piechoty
  - 16 pułk piechoty
- dowództwo XII Brygady Piechoty z plutonem łączności
  - 17 pułk piechoty
  - 20 pułk piechoty
- dowództwo VI Brygady Artylerii z oddziałem telefonicznym
  - 6 pułk artylerii polowej
  - 6 pułk artylerii ciężkiej
- 5 batalion saperów (15 II 1920 przemianowany na 6 batalion saperów)
- tabory
- zakłady

W latach 1919–1920 dywizja uczestniczyła w wojnie polsko-ukraińskiej o Małopolskę Wschodnią i wojnie polsko-bolszewickiej, w czasie której odznaczyła się szczególnym męstwem w bojach toczonych z oddziałami 1 Armii Konnej Siemiona Budionnego. Do historii przeszły jej zwycięskie bitwy pod Jelnicą, Zamoszem, Szpanowem, Klewaniem, Dubnem i Jarosławiczami. Za bohaterstwo wykazane w nich 54 oficerom i żołnierzom nadano Krzyż Orderu Wojennego Virtuti Militari i 633 Krzyży Walecznych.
| Obsada personalna dowództwa dywizji w okresie VIII–X 1920 | Obsada personalna dowództwa dywizji w okresie VIII–X 1920 |
| Stanowisko                                                | Stopień, imię i nazwisko                                  |
| --------------------------------------------------------- | --------------------------------------------------------- |
| Dowódca dywizji                                           | gen. ppor. Mieczysław Linde                               |
| Szef sztabu                                               | rtm. Jan Pryziński                                        |
| Szef sztabu                                               | mjr szt. gen. Stanisław Miniewski (IX)                    |
| Oficer ordynansowy                                        | ppor. Józef Matecki                                       |
| Oficer ordynansowy                                        | ppor. Tadeusz Wróbel                                      |
| Szef oddziału organizacyjno-materialnego                  | kpt. Karol Strusiewicz                                    |
| Referent informacyjny                                     | por./kpt. Jan Keller                                      |
| Oficer oświatowy                                          | ppor. Tadeusz Kiełbiński                                  |
| Referent operacyjny                                       | por, Jan Hajost                                           |
| Oficer oddziału                                           | por. Jan Wojciechowski                                    |
| Oficer gazowy                                             | ppor. Zbigniew Kasiński                                   |
| Referent materialny                                       | kpt. Stanisław Kempski                                    |
| Oficer rozdzielczy                                        | por. Józef Rogowski                                       |
| Referent uzbrojenia                                       | por, Joachim Boruta                                       |
| Oficer sł. uzbrojenia                                     | por./kpt. Edmund Zyzak                                    |
| Referent zdobyczy                                         | ppor. Ignacy Ejsmont                                      |
| Referent jeńców                                           | ppor. Ignacy Karandyszowski                               |
| Oficer ds. jeńców                                         | ppor. Ludwik Czerny                                       |
| Szef adiutantury                                          | por. ad. szt. Stefan Mojżyszek                            |
| Referent personalny                                       | ppor. Władysław Welc                                      |
| Szef łączności                                            | ppor. Witold Langenfeld                                   |
| Szef łączności                                            | por. Gustaw Dyduszyński                                   |
| Referent techniczny                                       | por./mjr Ignacy Landau                                    |
| Szef intendentury                                         | por. rach. Franciszek Szczepański                         |
| Oficer szefostwa                                          | por. Milasowicz ? (od 1IX)                                |
| Szef sanitarny                                            | mjr lek. Czesław Wincz                                    |
| Adiutant                                                  | ppor. san. Marcin Knobel                                  |
| Dywizyjny lekarz weterynarii                              | rtm. lek. wet. Adam Ziarkiewicz                           |
| Proboszcz dywizji                                         | ks. Bruno Janiewski                                       |
| Kierownik sądu polowego                                   | mjr KS dr Samuel Gleich                                   |
| Sędzia śledczy                                            | por. KS Roman Kuratów-Kuratowski                          |
| Sędzia śledczy                                            | ppor. KS Tadeusz Grudziński                               |
| Sędzia śledczy                                            | ppor. KS dr Maksymilian Roman                             |
| Sędzia śledczy                                            | ppor. KS Konrad Kowalewski                                |
| Sędzia śledczy                                            | ppor. dr Edmund Kuhnberg                                  |
| Sędzia śledczy                                            | ppor. Ignacy Kuc                                          |
| Kierownik kancelarii sądu                                 | urz. wojsk XI r. Edmund Hasselberg                        |
| Kierownik poczty polowej 28                               | urz. wojsk. X r. Jan Sołtys                               |
| Oficer kasowy                                             | por. rach. Władysław Grochowski                           |
| Oficer prowiantowy                                        | ppor. Włodzimierz Micewski                                |
| Oficer gospodarczy                                        | por. Eugeniusz Wrotniak                                   |
| Referent taborów                                          | mjr Jan Nowakowski                                        |
| Referent samochodowy                                      | ppor. Franciszek Harasim                                  |
| Oficer organizacyjny                                      | pchor, Bronisław Zaziewski                                |
| Oficer łącznikowy                                         | por. Tadeusz Rey                                          |
| Oficer łącznikowy                                         | por. Józef Wiktor                                         |
| Oficer łącznikowy                                         | ppor. Tadeusz Wróbel                                      |
| Kompania sztabowa                                         |                                                           |
| Dowódca                                                   | por. Roman Leszko                                         |
| Dowódca                                                   | ppor. Jan Werner                                          |
| Dowódca plutonu                                           | ppor. Edward Sapiałkiewicz                                |
| Dowódca plutonu                                           | ppor. Józef Śliwa                                         |
| Lekarz kompanii                                           | p.o. pchor. san. Dawid Żmigród                            |
| Lekarz kompanii                                           | ppor. lek. Rudolf Karobel                                 |
| Pluton żandarmerii polowej                                |                                                           |
| Dowódca plutonu                                           | ppor. Stefan Markowski                                    |
| Dowódca plutonu                                           | kpt. Antoni Kaflowski                                     |

## 6 Dywizja Piechoty w latach 1921–1939

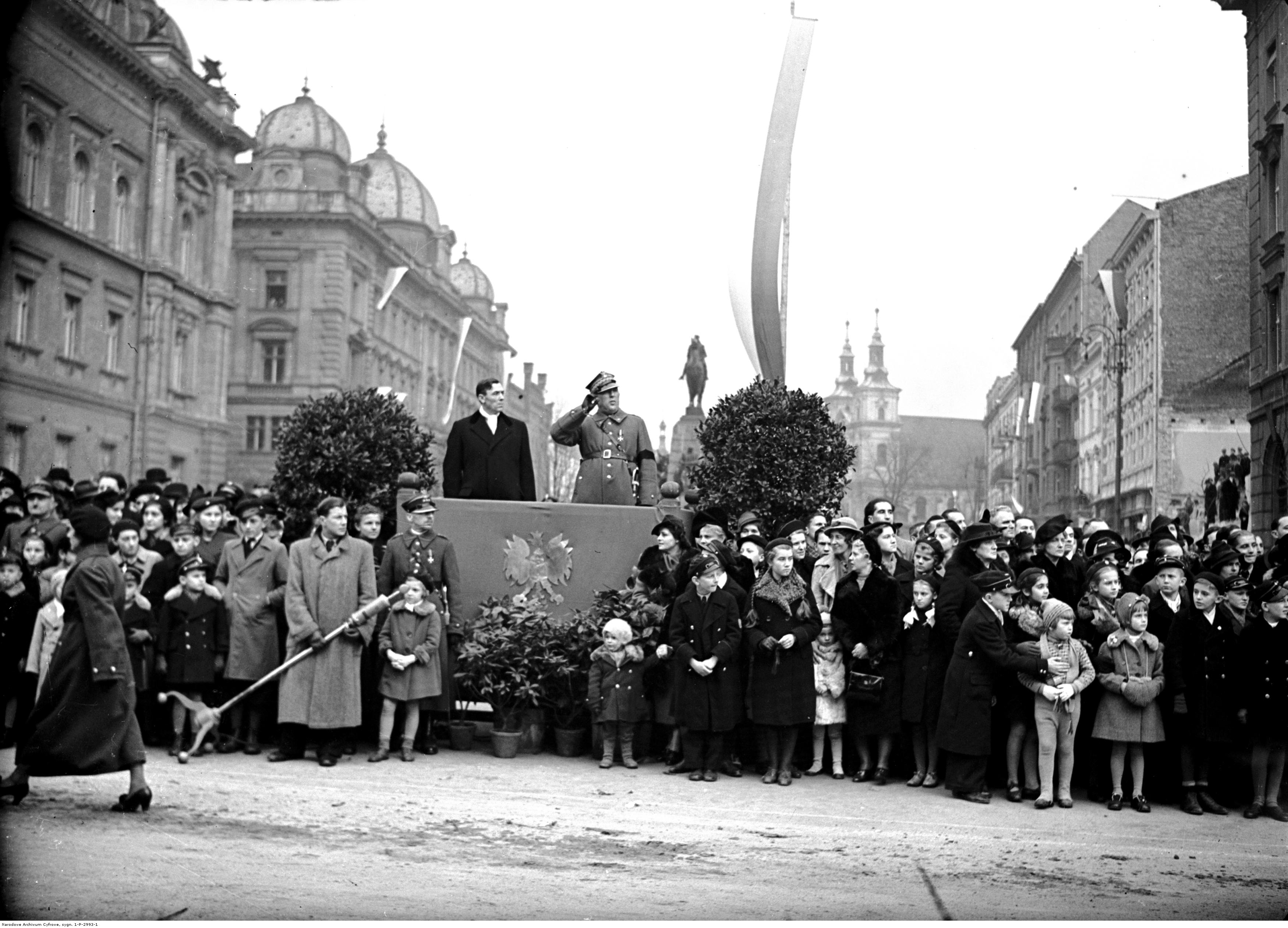
Obchody Święta Niepodległości 1938. Na trybunie gen. Bernard Mond d-ca 6 DP i wojewoda krakowski Józef Tymiński

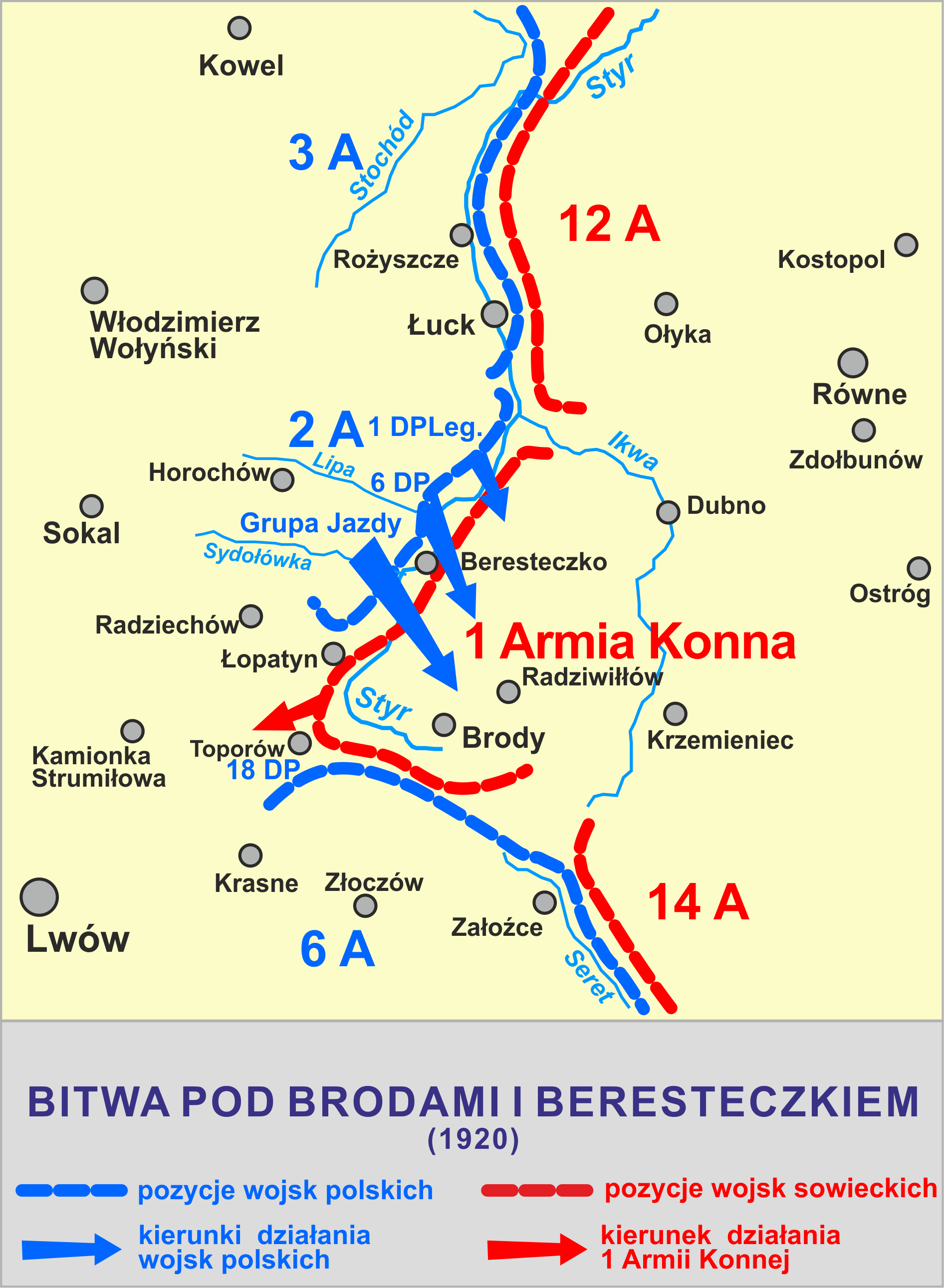

Po zakończeniu działań wojennych dywizja powróciła do macierzystych garnizonów. W 1921 przeprowadziła demobilizację i przeszła z organizacji wojennej na pokojową. Rozformowane zostały dowództwa brygad i zakłady dywizyjne. Ze składu dywizji wyłączono 17 pp stacjonujący w Rzeszowie i podporządkowano dowódcy 24 Dywizji Piechoty. 6 pac przeformowano w 6 dywizjon artylerii ciężkiej, a następnie, w tym samym roku włączono w skład 5 pułku artylerii ciężkiej. W sierpniu 1921 6 kompania telegraficzna została wcielona do V batalionu telegraficznego, który w listopadzie tego roku wszedł w skład 2 pułku łączności. Także w sierpniu 1921 6 batalion saperów wydzielił ze swego składu 3 kompanię, która została włączona do XXIII batalionu saperów po czym został podporządkowany dowódcy 5 pułku saperów. Tabory dywizyjne zostały zdemobilizowane, a pozostałości włączone do kadry 5 dywizjonu taborów.
Dowództwo 6 DP, 20 pp, 6 pap, 6 bat. sap., 6 dac oraz III batalion 12 pp stanęły w Krakowie, 16 pp w Tarnowie, a reszta 12 pp w Wadowicach. Silne związki 6 DP z Krakowem i Małopolską, znalazły odbicie w nadaniu 20 pp wyróżniającego miana „Ziemi Krakowskiej”.

## 6 Dywizja Piechoty w kampanii wrześniowej 1939

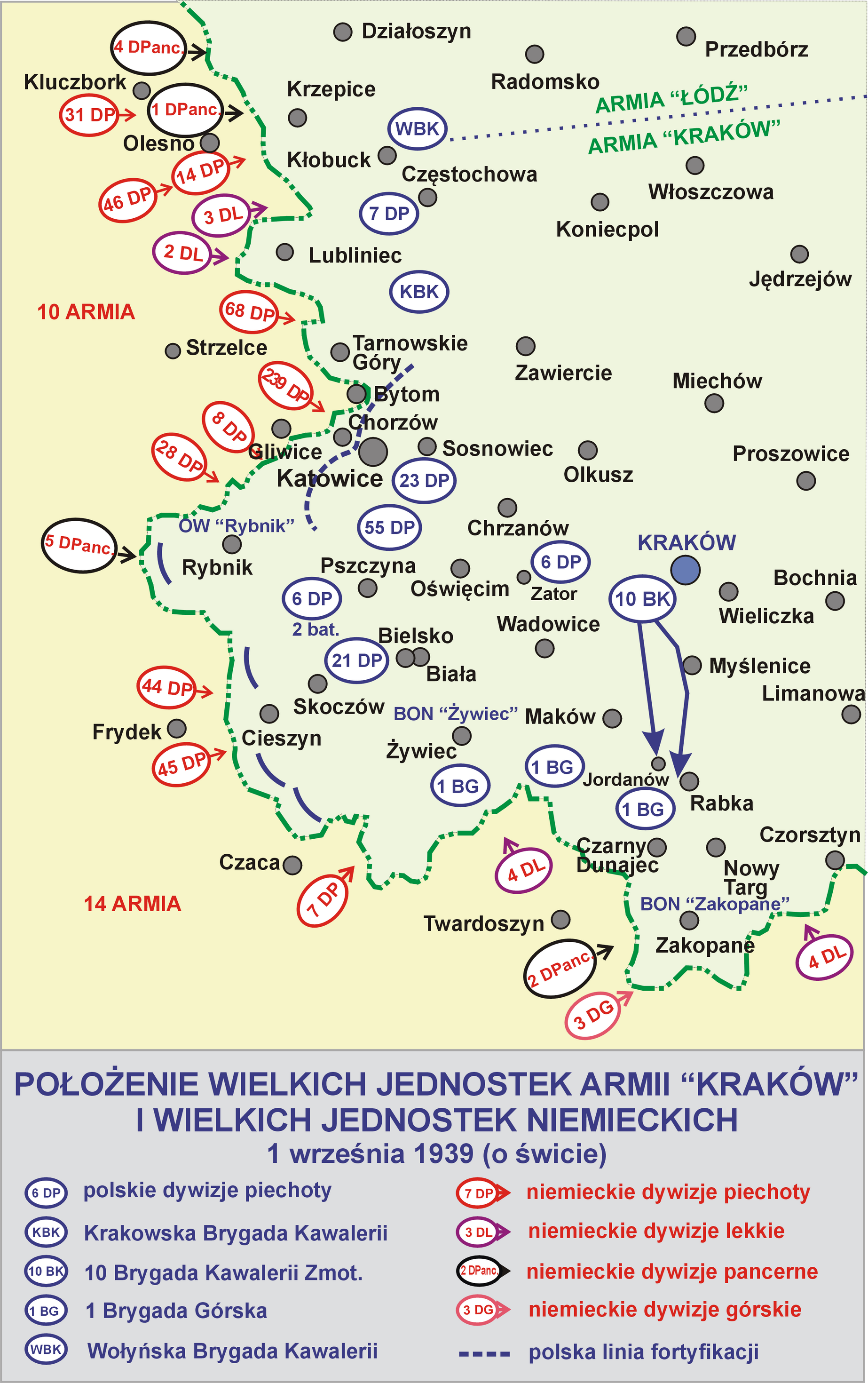

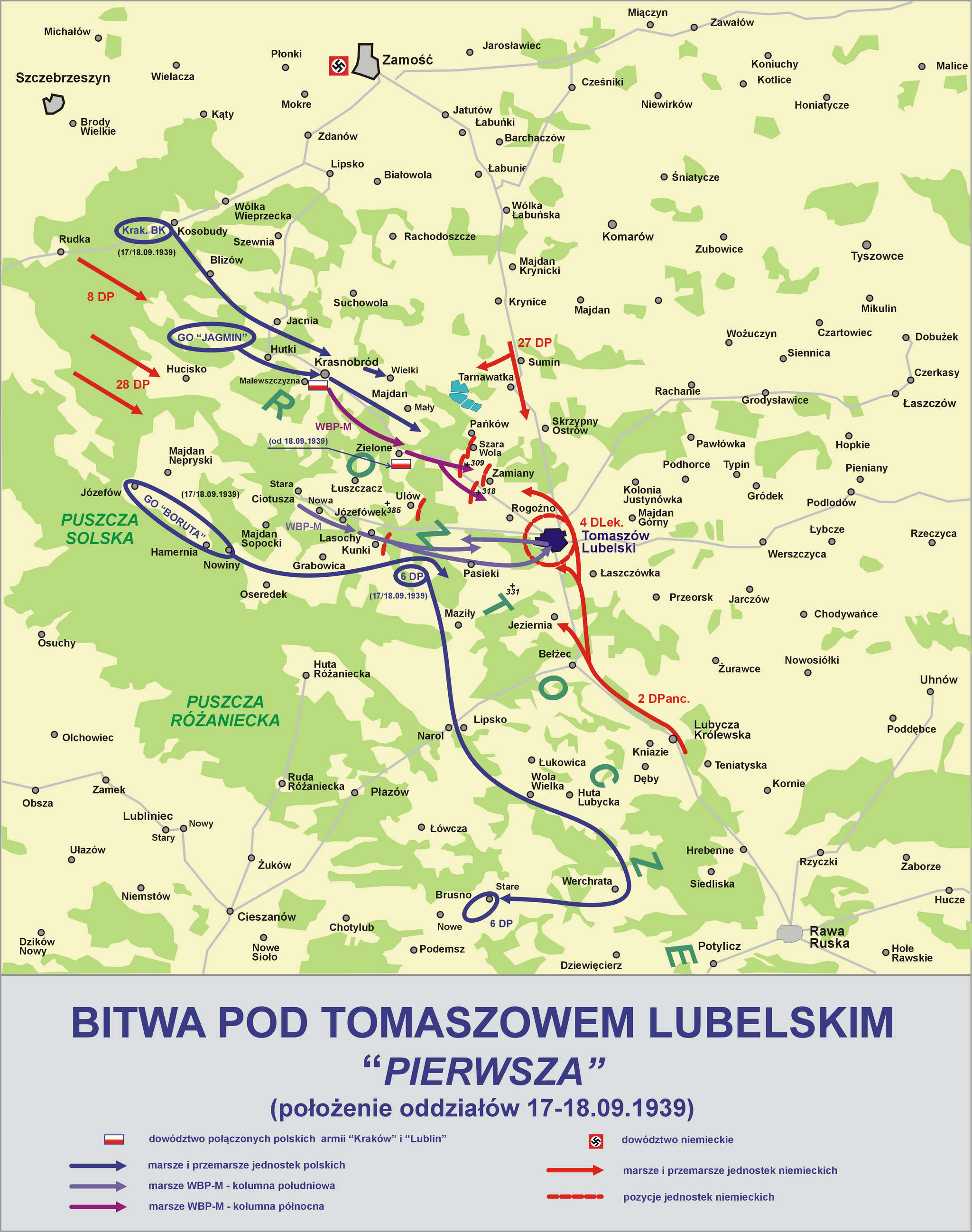

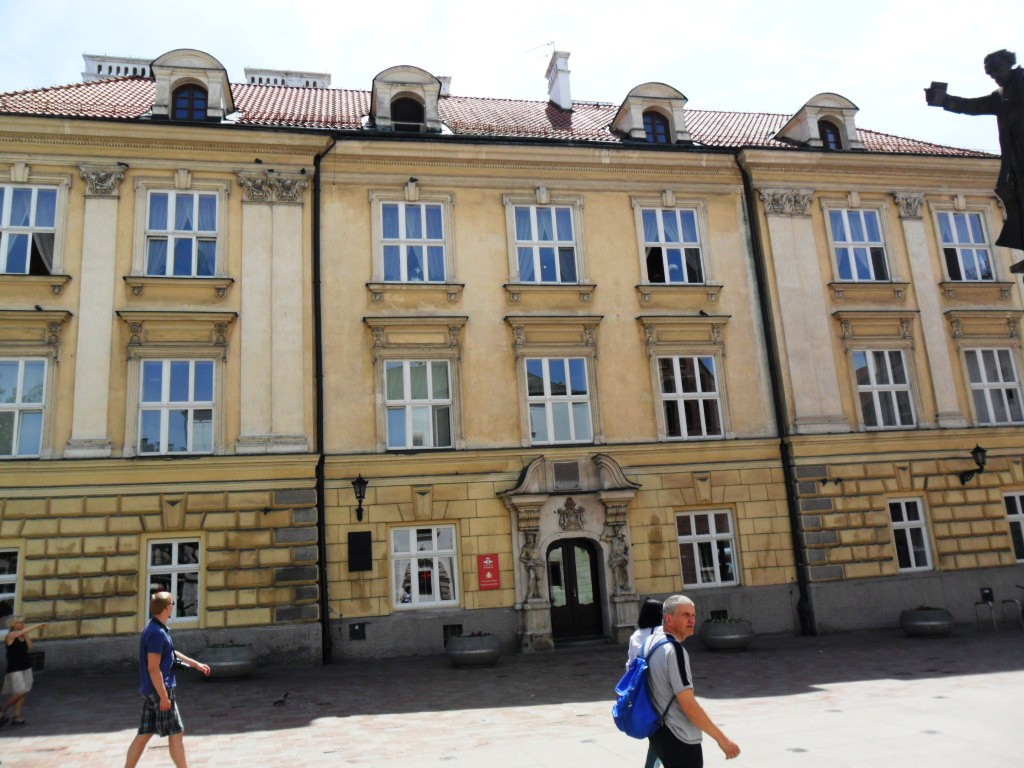
Budynek w Krakowie, w którym stacjonował sztab 6 DP

Zgodnie z planem operacyjnym „Zachód” 6 DP pod dowództwem gen. bryg. Bernarda Monda weszła w skład Grupy Operacyjnej „Bielsko”, która z kolei została podporządkowana dowódcy Armii „Kraków”.
Dywizja rozlokowana została na 18-kilometrowym pasie wokół Pszczyny z wysuniętym Oddziałem Wydzielonym „Ignacy” płk. Ignacego Misiąga. Ta część sił dywizji już 1 września weszła w styczność z nieprzyjacielem i walczyła na przedpolu Pszczyny, skutecznie broniąc pozycji w Brzeźcach i Wiśle Wielkiej przed 5 Dywizją Pancerną (niemiecką). Kawaleria dywizyjna i saperzy zostali wysłani na przedpole jako Oddział Wydzielony „Wodzisław” (zobacz: Bój o Bożą Górę). 12 pp bez III batalionu pozostawał w rejonie Wadowic, jako doraźny odwód dowódcy armii, do czasu przybycia 45 Dywizji Piechoty (rezerwowej). Natomiast pozostałe siły dywizji pozostawały w odwodzie Armii pod Zatorem. Po południu dywizja otrzymała rozkaz marszu pod Pszczynę.
Rankiem 2 września główne siły dywizji zostały ponownie zaatakowane przez niemiecką 5 DPanc. Około 200 czołgów zdołało przebić się przez pozycje 20 pp, rozbić III batalion, wyjść na tyły i rozbić artylerię dywizyjną. Zdołano uratować 17 dział lekkich i 4 ciężkie. W tej tragicznej sytuacji dowódca pułku rzucił w samobójczym ataku dla zatrzymania czołgów dwa bataliony 16 pp pod wsią Ćwiklice na otwartej przestrzeni, wskutek czego zostały one zniszczone (zobacz Bitwa pszczyńska). Pomimo ciężkich strat po obu stronach, dywizja wytrwała na pozycjach do 4 września, kiedy wraz z resztą Grupy Operacyjnej „Boruta” dostała zadanie odwrotu w kierunku przepraw na Dunajcu i Tarnowa.
W dniach 7 i 8 września dywizja walczyła w obronie przepraw na rzece w rejonie Biskupic Radłowskich. Chaos spowodowany rozbiciem sąsiedniej 21 DPGór. spowodował paraliż. Zdołał przeprawić się przez Dunajec tylko 16 pp. Przedwczesne wysadzenie mostu spowodowało jeszcze większą panikę i przemieszane oddziały 6 DP i 21 DPGór. ruszyły na północ, aby tam szukać kolejnych miejsc przepraw. Mimo wszystko dywizji udało się wyjść z okrążenia (Niemcy, czując respekt w stosunku do 6 i 21 DP – stracili do 16 czołgów – nie nacierali w czasie odchodzenia polskich jednostek, ograniczając się do nękania ogniem artylerii) i pomaszerować za San. Obrona przepraw na Sanie nie powiodła się i w składzie Grupy Operacyjnej „Boruta” gen. Mieczysława Boruty-Spiechowicza dywizja wzięła udział w bitwie pod Tomaszowem Lubelskim, mającej na celu wyrwanie się z okrążenia polskich sił i przebicie się do Lwowa.
17 września dokonała udanego ataku pod Józefowem i Nowinami na siły niemieckiej 28 DP, a następnie wykorzystując lukę w niemieckiej obronie uderzyła na Narol, który został zajęty 18 września przez III/12 pp. 19 września gen. Mond podjął decyzję marszu z rejonu Narol–Lipsko na Rawę Ruską. Około godz. 13.00 idący w straży przedniej I/20 pp zajął Werchratę, a gros dywizji osiągnęło m. Monastyr. O zmroku Niemcy wyprowadzili natarcie na Werchratę z kierunku Rawy Ruskiej. Dowódca dywizji postanowił skręcić w kierunku zachodnim do Wielkiego Lasu na południowy wschód od Cieszanowa, gdzie zamierzał pozbyć się taborów i ciężkiego sprzętu, po czym usiłować grupami przedzierać się w kierunku granicy węgierskiej.
20 września o godz. 1.30 dywizja wyruszyła z Monastyru i około godz. 9.00 osiągnęła skraj Wielkiego Lasu na zachód od wsi Podemszczyzna. Około godz. 13.00 dołączył do dywizji 20 pp, który opuścił Werchratę nad ranem i maszerował jako straż tylna. W międzyczasie, około godz. 10.30, do Wielkiego Lasu przybył niemiecki parlamentariusz, który oświadczył, że dywizja została okrążona i wezwał do kapitulacji, a w wypadku odmowy zagroził zbombardowaniem jej oddziałów przez lotnictwo. Około południa gen. Mond zwołał odprawę dowódców oddziałów i pododdziałów dywizji, w czasie której podjął decyzję o kapitulacji.
6 Dywizja Piechoty złożyła broń 20 września 1939 około godz. 15.00 pod Nowym Siołem. W chwili kapitulacji stan dywizji wynosił około 3 tys. żołnierzy, jednakże do dział i ciężkich karabinów maszynowych nie było już prawie zupełnie amunicji, a żołnierz – jak podają zgodnie relacje oddziałów – był przemęczony i wygłodniały do ostatecznych granic wytrzymałości.
Ośrodek Zapasowy wobec postępów wojsk niemieckich w końcu ewakuowano na „przyczółek rumuński”. Tam część oddziałów z ośrodka obsadziło kluczowe elementy obrony przyczółka w ramach Grupy „Dniestr”. Reszta oddziałów do 17 września była w trakcie formowania improwizowanego pułku mającego w rejonie Uścieszka (powiat zaleszczycki w II RP) wejść w skład Grupy „Dniestr” Armii „Karpaty”. Agresja sowiecka położyła kres tym planom. Ośrodek wycofał się pospiesznie w kierunku granicy rumuńskiej nie pozostawiając w Uścieszku nawet prowizorycznej obrony mostu. Prawdopodobnie była to decyzja dowódcy ośrodka.

## Organizacja wojenna 6 DP we wrześniu 1939
- Kwatera Główna 6 Dywizji Piechoty
- 12 pułk piechoty
- 16 pułk piechoty Ziemi Tarnowskiej
- 20 pułk piechoty Ziemi Krakowskiej
- 6 pułk artylerii lekkiej
- 6 dywizjon artylerii ciężkiej
- 6 batalion saperów
- bateria artylerii przeciwlotniczej motorowa typ A nr 6 – por. Józef Grzegorz Dac
- kompania kolarzy nr 54 – por. Tadeusz Hauser
- kompania karabinów maszynowych i broni towarzyszącej nr 51 – por. Stanisław Miga
- kompania karabinów maszynowych i broni towarzyszącej nr 54 – kpt. Adam Gondek
- szwadron kawalerii dywizyjnej nr 6 – rtm. Władysław Słuszko-Ciapiński
- kompania telefoniczna 6 DP – kpt. Jan III Nowakowski
- pluton radio 6 DP – por. Stanisław Iberszer
- pluton łączności Kwatery Głównej 6 DP – por. rez. Jan Dreziński
- drużyna parku łączności
- samodzielny patrol meteorologiczny nr 6
- pluton parkowy uzbrojenia nr
- park intendentury typu I nr
- kompania sanitarna nr 501 – kpt. dr med. Tomczyk
- szpital polowy nr 501
- polowa pracownia dentystyczna nr 501
- polowa Kolumna dezynfekcyjno-kąpielowa nr 501
- polowa pracownia bakteriologiczno-chemiczna nr 501
- zespół przeciwgazowy nr 501
- dowództwo grupy marszowej służb typ II nr 501
- kolumna taborowa parokonna nr 501
- kolumna taborowa parokonna nr 502
- kolumna taborowa parokonna nr 503
- kolumna taborowa parokonna nr 504
- dowództwo grupy marszowej służb typ II nr 502
- kolumna taborowa parokonna nr 505
- kolumna taborowa parokonna nr 506
- kolumna taborowa parokonna nr 507
- kolumna taborowa parokonna nr 508
- warsztat taborowy nr 501
- pluton taborowy nr 561

## Obsada personalna KG 6 DP 1 września 1939 roku
| Organizacja wojenna i obsada personalna Kwatery Głównej 6 DP                 | Organizacja wojenna i obsada personalna Kwatery Głównej 6 DP | Organizacja wojenna i obsada personalna Kwatery Głównej 6 DP |
| dowódca i sztab (etat nr 1)                                                  | dowódca i sztab (etat nr 1)                                  | dowódca i sztab (etat nr 1)                                  |
| ---------------------------------------------------------------------------- | ------------------------------------------------------------ | ------------------------------------------------------------ |
| dowódca dywizji                                                              | gen. bryg. Bernard Mond                                      | niemiecka niewola                                            |
| oficer ordynansowy                                                           |                                                              |                                                              |
| szef sztabu                                                                  | ppłk dypl. piech. Ludwik Zych                                | niemiecka niewola, Oflag VII A Murnau                        |
| oficer operacyjny                                                            | kpt. dypl. art. Witold Jacek Marian Kirchmayer               | niemiecka niewola, Oflag II C Woldenberg                     |
| pomocnik oficera operacyjnego                                                | por. art. Edward Koper                                       | niemiecka niewola, Oflag VII A Murnau                        |
| oficer wywiadowczy                                                           | kpt. piech. Jerzy Mizerski                                   | niemiecka niewola, Oflag II C Woldenberg                     |
| oficer wywiadowczy                                                           | kpt. piech. Tadeusz Skowroński                               |                                                              |
| kwatermistrz                                                                 | kpt. dypl. piech. Józef Tomasz Bochenek                      | niemiecka niewola                                            |
| pomocnik kwatermistrza                                                       |                                                              |                                                              |
| pomocnik kwatermistrza                                                       |                                                              |                                                              |
| kierownik kancelarii                                                         |                                                              |                                                              |
| dowódcy broni (etat nr 2)                                                    |                                                              |                                                              |
| dowódca piechoty dywizyjnej                                                  | płk piech. Ignacy Misiąg                                     | niemiecka niewola                                            |
| oficer sztabu                                                                | kpt. adm. (piech.) Antoni Franciszek Zimmer                  | niemiecka niewola                                            |
| oficer ordynansowy                                                           | por. piech. Władysław Pikuła                                 | niemiecka niewola                                            |
| II dowódca piechoty dywizyjnej                                               | płk kontr. łącz. Roman Gwelesiani                            | dowódca Obszaru Warownego „Kraków”                           |
| dowódca artylerii dywizyjnej                                                 | płk art. Franciszek Ludwik Szechiński                        | niemiecka niewola                                            |
| oficer sztabu                                                                | mjr art. Jan Fryderyk Jerzy Chodorowski                      | niemiecka niewola                                            |
| oficer służby wywiadowczej artylerii                                         | kpt. dypl. art. Leszek Marian Biały                          | †1940 Charków                                                |
| oficer służby wywiadowczej artylerii                                         | por. art. Tadeusz Sztumberk-Rychter                          | Armia Krajowa                                                |
| oficer łączności                                                             |                                                              |                                                              |
| dowódca łączności                                                            | mjr łącz. Stanisław Rościszewski                             | niemiecka niewola                                            |
| referent                                                                     | kpt. łącz. Jan III Nowakowski                                |                                                              |
| szefowie służb (etat nr 3)                                                   |                                                              |                                                              |
| szefowie służby uzbrojenia                                                   | kpt. Stanisław Feliks Muchnicki                              |                                                              |
| oficer dyspozycyjny                                                          | kpt. rez. Górkiewicz                                         |                                                              |
| szef służby intendentury                                                     | kpt. int. z wsw Władysław Jan Różański                       |                                                              |
| oficer dyspozycyjny                                                          | kpt. int. z wsw Franciszek Laskowski                         |                                                              |
| szef służby zdrowia                                                          | mjr lek. dr Jan Chudzicki                                    |                                                              |
| lekarz Kwatery Głównej                                                       | mjr lek. dr Leopold Goldberg                                 |                                                              |
| szef służby weterynaryjnej                                                   | mjr lek. wet. Franciszek Wygrzywalski                        |                                                              |
| dowódca (szef służby) taborów                                                | kpt. tab. Witold Bohdan Chludziński                          | niemiecka niewola                                            |
| oficer dyspozycyjny                                                          |                                                              |                                                              |
| szef służby duszpasterskiej                                                  | proboszcz ks. Oskar Matz-Marski                              |                                                              |
| Kwatera i organa pomocnicze (etat nr 4)                                      |                                                              |                                                              |
| komendant Kwatery Głównej                                                    |                                                              |                                                              |
| oficer żywnościowy                                                           |                                                              |                                                              |
| płatnik                                                                      |                                                              |                                                              |
| lekarz weterynarii                                                           |                                                              |                                                              |
| kompania gospodarcza Kwatery Głównej (etat nr 5)                             |                                                              |                                                              |
| dowódca kompanii                                                             | por. Michał Rogowski                                         | †15 IX 1939 Łukowa                                           |
| kompania asystencyjna nr 151 [kompania sztabowa Kwatery Głównej (etat nr 6)] |                                                              |                                                              |
| dowódca kompanii                                                             | por. piech. Jan Antoni Lasoń                                 | niemiecka niewola                                            |
| sąd polowy 6 DP                                                              |                                                              |                                                              |
| szef sądu (szef sł. sprawiedliwości)                                         | kpt. aud. mgr Kazimierz Stefan Kostórkiewicz                 | niemiecka niewola                                            |
| sędzia                                                                       | por. aud. rez. dr Stanisław Marian Podgórski                 | †1941 KL Auschwitz                                           |
| sędzia                                                                       | por. aud. rez. Zbigniew Świątek                              |                                                              |
| pluton pieszy żandarmerii nr 6                                               |                                                              |                                                              |
| dowódca plutonu (szef sł. żand.)                                             | ppor. żand. rez. Leon Czarkowski                             |                                                              |
| poczta polowa nr 126                                                         |                                                              |                                                              |
| kierownik (szef sł. poczty pol.)                                             |                                                              |                                                              |

## Obsada personalna Dowództwa 6 DP
Dowódcy dywizji
- płk Franciszek Latinik (30 V – X 1919)
- gen. ppor. Bronisław Teofil Babiański (X – XI 1919)
- gen. ppor. Kazimierz Raszewski (XII 1919 – VII 1920)
- płk Ottokar Brzoza-Brzezina (p.o. VII 1920)
- płk Józef Olszyna-Wilczyński (p.o. 1920)
- gen. ppor. Mieczysław Linde (19 VII 1920 – 25 IX 1921)
- gen. dyw. Eugeniusz Aleksander Tinz (od IX 1921 – 17 III 1927 → stan spoczynku)
- płk piech. Oswald Frank (p.o. 1922 i 1926)
- płk piech. Karol Szemiot (p.o. do VII 1923)
- gen. bryg. Mieczysław Smorawiński (17 III 1927 – 4 X 1932)
- gen. bryg. Bernard Stanisław Mond (X 1932 – IX 1939)

Dowódcy piechoty dywizyjnej
- gen. bryg. Roman Rudolf Jasieński (VII 1923 – 17 III 1927 → stan spoczynku)
- płk piech. Oswald Frank (cz.p.o. od 1 III 1925)
- płk piech. Bernard Stanisław Mond (17 III 1927 – 4 X 1932 → dowódca 6 DP)
- płk dypl. Józef Ćwiertniak (od VI 1934)
- płk piech. Ignacy Misiąg (1939)

Szefowie sztabu
- mjr kaw. Jan Janusz Pryziński (1920)
- mjr sap. Stanisław Miniewski (1920–1921)
- mjr / ppłk SG Jan Witold Bigo (1 X 1923 – 1 XII 1925 → Oddział II SG)
- mjr SG dr Ignacy Izdebski (1 XII 1925[14] – 26 IV 1928 → Oddział III SG[15])
- mjr dypl. piech. Walery Alojzy Krokay (26 IV 1928 – 20 IX 1930 → szef Oddziału Ogólnego DOK V[16])
- mjr dypl. piech. Jerzy Wądołkowski (20 IX 1930 – 31 X 1932 → DOK VII)
- mjr dypl. piech. Ludwik Zych (1 XI 1932[17] – 1 XI 1934 → szef sztabu Komendy Straży Granicznej[18])
- mjr dypl. art. Bronisław Maszlanka (od 1 XI 1934[19] – 1936 → dowódca dyonu 6 pal)
- ppłk dypl. piech. Mikołaj Błogosław Gorczewski (1936 – † 18 V 1939 Kraków[20].)
- ppłk dypl. piech. Ludwik Zych (16 VI – IX 1939)

### Obsada personalna w marcu 1939 roku
Ostatnia „pokojowa” obsada personalna dowództwa dywizji:
| Stanowisko                     | Stopień, imię i nazwisko                    |
| ------------------------------ | ------------------------------------------- |
| dowódca dywizji                | gen. bryg. Bernard Mond                     |
| I dowódca piechoty dywizyjnej  | płk piech. Ignacy Misiąg                    |
| II dowódca piechoty dywizyjnej | płk dypl. łączn. kontr. Roman Gwelesiani    |
| szef sztabu                    | ppłk dypl. Mikołaj Błogosław Gorczewski     |
| I oficer sztabu                | kpt. dypl. piech. Józef Tomasz Bochenek     |
| II oficer sztabu               | kpt. adm. (piech.) Antoni Franciszek Zimmer |
| komendant rejonu PW konnego    | mjr kaw. Stanisław Józef Fedorowski         |
| dowódca łączności              | mjr łączn. Stanisław Rościszewski           |
| oficer taborowy                | kpt. tab. Witold Bohdan Chludziński         |
| oficer intendentury            | kpt. int. Władysław Jan Różański            |

## Upamiętnienie

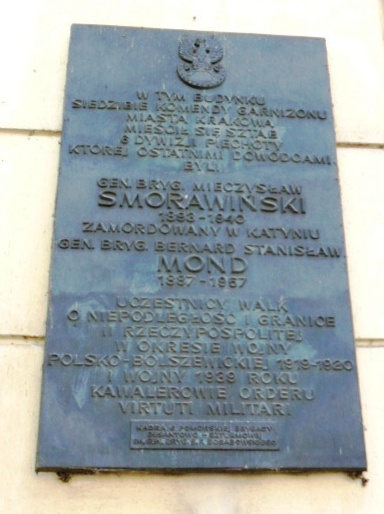
Tablica na budynku w którym stacjonował sztab 6 DP